# Диола (языки)
Эти языки не следует путать с языком диола (диула, дьюла), входящим в группу манден семьи манде
Диола (диула, дьюла) — группа близкородственных языков атлантической семьи, распространённых в Западной Африке, главным образом в Казамансе (регион на юге Сенегала), а также в Гамбии и Гвинее-Бисау. Этнические языки народа диола.
Включает языки бандиал, гусилай, эджамат, керак, куватай, диола-фоньи и диола-каса. Число носителей в Сенегале около 1,2 млн человек, в Гамбии — 1,2 млн человек, в Гвинее-Бисау — 0,8 млн. Диола-фоньи имеет официальный статус, используется в образовании и администрации.
Фонологическая система сравнительно простая, в отличие от многих других атлантических языков отсутствуют глоттализованные и имплозивные. В вокализме существенную роль играет оппозиция по положению корня языка, имеется сингармонизм по этому признаку. Богатая система именных классов и глагольных категорий, в частности видо-временных и модальных, а также глагольных «расширений» (суффиксов, маркирующих актантные деривации).
Хотя диола не признан ЮНЕСКО языком под угрозой исчезновения, его передача от родителей к детям затруднена, дети из сенегальских семей диола нередко вырастают носителями языков волоф или мандинка под влиянием окружения. В Гамбии носители языков диола владеют несколькими другими языками на каком-то уровне.